# Амадеус (вистава ВДТ)
Амадеус (вистава ВДТ) — вистава за п'єсою англійського драматурга Пітера Шеффера, створена у Великому драматичному театрі міста Ленінград.

## П'єса і її інтерпретація у театрі
Одна з тем, котру розробляв Пітер Шеффер, важкі взаємини двох осіб, що пов'язані діяльністю чи творчістю, але мають різні характери, принципи і оцінки у житті, котрих дотримуються і за котрі готові битися.
Ця тема у прихованому варіанті присутня у виставі, створеній наприкінці 1980-х років у Великому драматичному театрі міста Ленінград. За твором Пітера Шеффера дія розгортається у Відні, де товариство прихильників музики і міщанство жваво обговорюють новину: старий композитор Сальєрі зізнався у отруєнні покійного Вольфганга Моцарта.
І п'єса у Шеффера, і початок вистави в театрі ВДТ починались однаково, практично збігалися. 
«На сцені в інвалідському кріслі спиною до глядачів сидить сивий старий. Він вже знає про останні плітки у місті. Товариство і міщани жваво обговорюють нову : Антоніо Сальєри убивця! 
Пройшло майже тридцять два роки з дня смерті Моцарта. Що сталося і чому саме зараз Сальери заговорив про давню  подію? Є й ті, що не вірять Сальєри: він же дуже старий і, ймовірно, збожеволів. Сальєри піднімається з крісла і прискипливо вдивляється у глядацьку залу. Він запрошує невідомих нащадків з майбутнього бути його суддями. Він все життя пристрасно любив музику, мріяв про славу, насолоди і гроші. Музична кар'єра була для нього бажаним шляхом до всього вимріяного.  Музика —  Божий дар. Тому молодий Сальєри пристрасно молив Всемогутнього Бога про кар'єру композитора, а навзаєм обіцяє тому вести доброчинне життя і славити Господа в своїх творах до смерті».
Знавцям європейської літератури ситуація надто нагадувала продаж душі Дияволу доктором Фаустом, тільки постать Бога замінена тут на постать посланця пекла. У Сальєрі теж  майже діловий контракт із Всевишнім. І цей контракт наче почав здійснюватись. Сальєрі сплатили навчання музиці, він у Відні і представлений самому імператору Австрії. Як і обіцяв Богу, наче веде пристойне життя, має гроші і славу і наче саме він —  «душа, улюблена Богом»... Саме так перекладається друге ім'я, що носить інший композитор, і цей композитор — Моцарт. Він стане головним суперником придворного композитора Сальєрі, а той витратить чималі зусилля, аби дізнатися, чому контракт із Богом не здійснився, чому не Сальєрі, а Моцарт (великий і геніальний) — «душа, улюблена Богом»...
«Старий Сальєри і запропонує глядачам подивитись виставу під назвою  «Смерть Моцарта, або Чи винен я». Він подасть це як свій останній твір і присвячує його далеким нащадкам. Сальєри скидає стару хламіду і, струнко випроставшись, наче скидає сорок років життя, постає в придворному костюмі 1780-х років. »
Уважних глядачів вистава не розчарувала. Виникнє ціла низка нових сюжетних ліній, серед котрих проблема заздрості між творчими особами, проблема обдарованості і посередності, моральність і припустимість контрактів з вищими силами...
Виставі ВДТ особистої атмсфери додали персонажі—«вітерці». Це платні агенти таємної поліції, мережа котрих була накинута на все суспільство. Вони малопомітні, але реальні, як миші і щури, здатні чимало нашкодити. У виставі шпигуни—«вітерці» не тільки неупинно клепають доноси, вони виконували ролі пролога, вони — зловісні духи 18 століття, страшного і настояного на нещастях, його головні персонажі, інструменти неправедної влади.
У виставі домінували саме ці шпигуни—«вітерці» та Антоніо Салєрі у виконанні Владислава Стржельчика. Останній розкрив у виставі трагедію посередності. Він і закінчував сатирично виставу як новий апостол посередності, що благословляв посередність у глядацькій залі...

## Небезпечний образ театрального Сальєрі

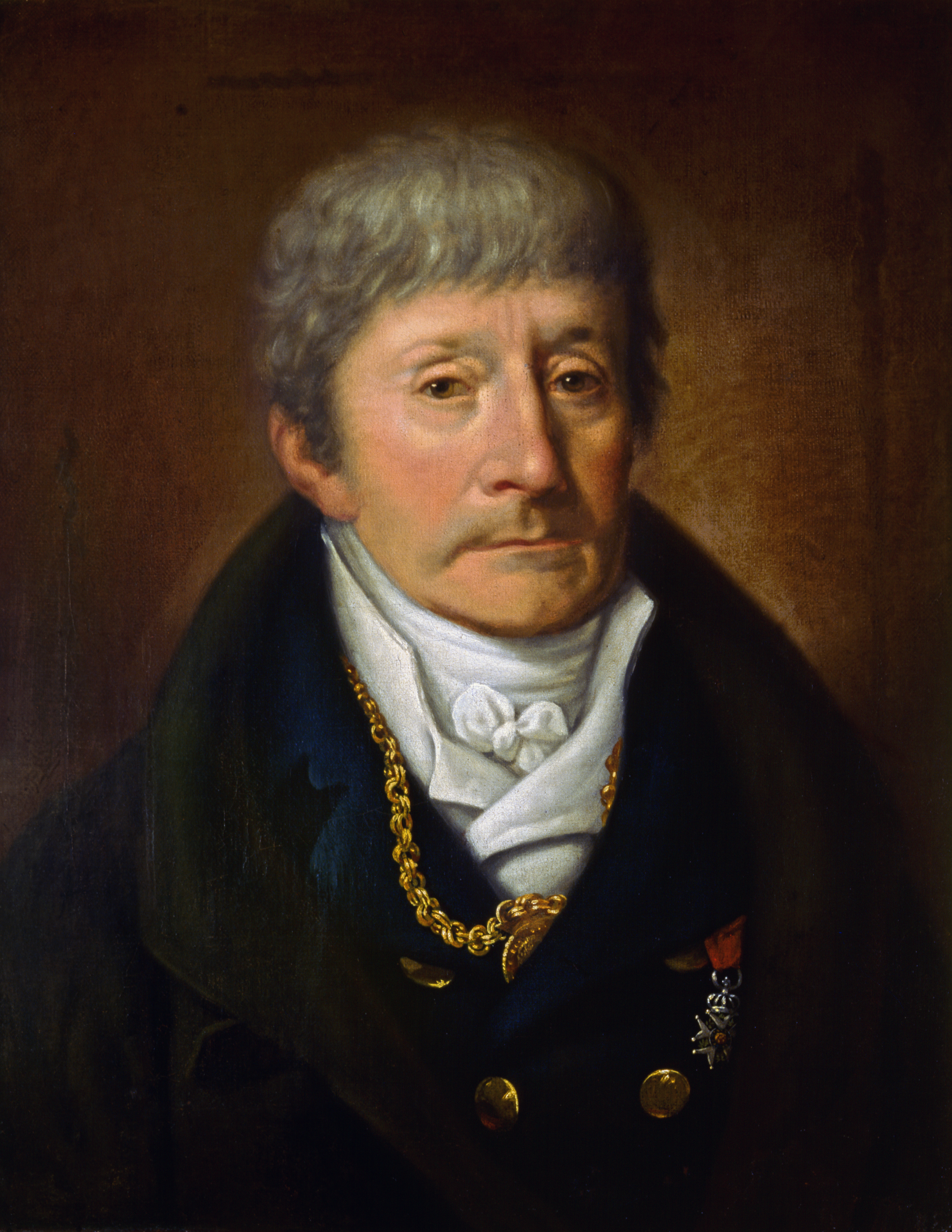
Худ. Йозеф Малер. Портрет реального А. Сальєрі, що був популярнішим композитором за життя, ніж Моцарт в ті роки

В пору ганебного панування поп-культури і зниження рівню освіти у всіх верств населення, театральна вистава і кіношна постать композитора Салєрі  багатьма сприймається як правдива версія біографій і Моцарта, і Сальєрі.
Особливо погано це для історичного авторитету Антоніо Сальєрі, композитора серйозного і вартого уваги. До того ж, відсутність геніальності не привід для цькування і зневаги. Не він один був позбавлений вищого рівню обдарованості, як це було до Моцарта і довго буде після.  І вистава у ВДТ, і фільм з тою же назвою були і залишаються ілюстрацією для вигадок і недостовірних легенд, про що слід пам'ятати. Але сама версія у Шеффера і в театрі — талановито створена, про що свідчать і її нагороди, і її успіх у глядачів.